# أستراليا 31–0 ساموا الأمريكية

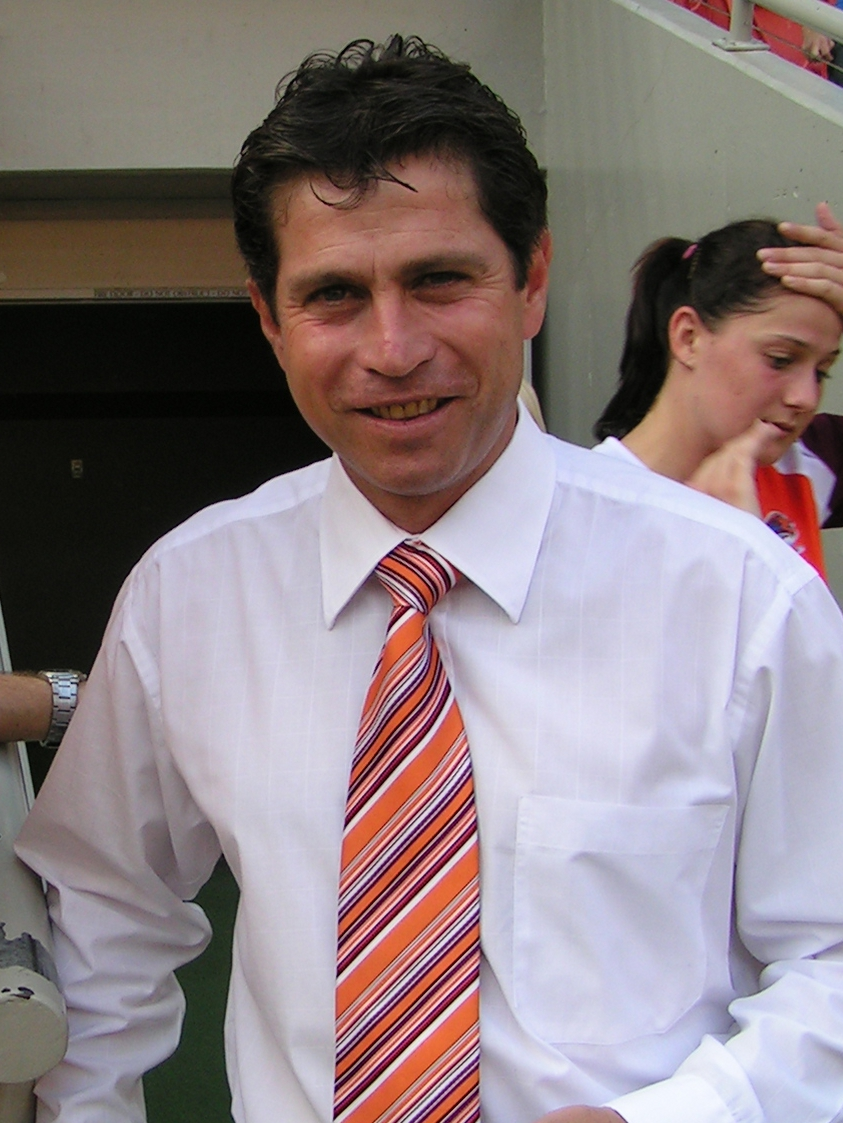
فرانك فارينا

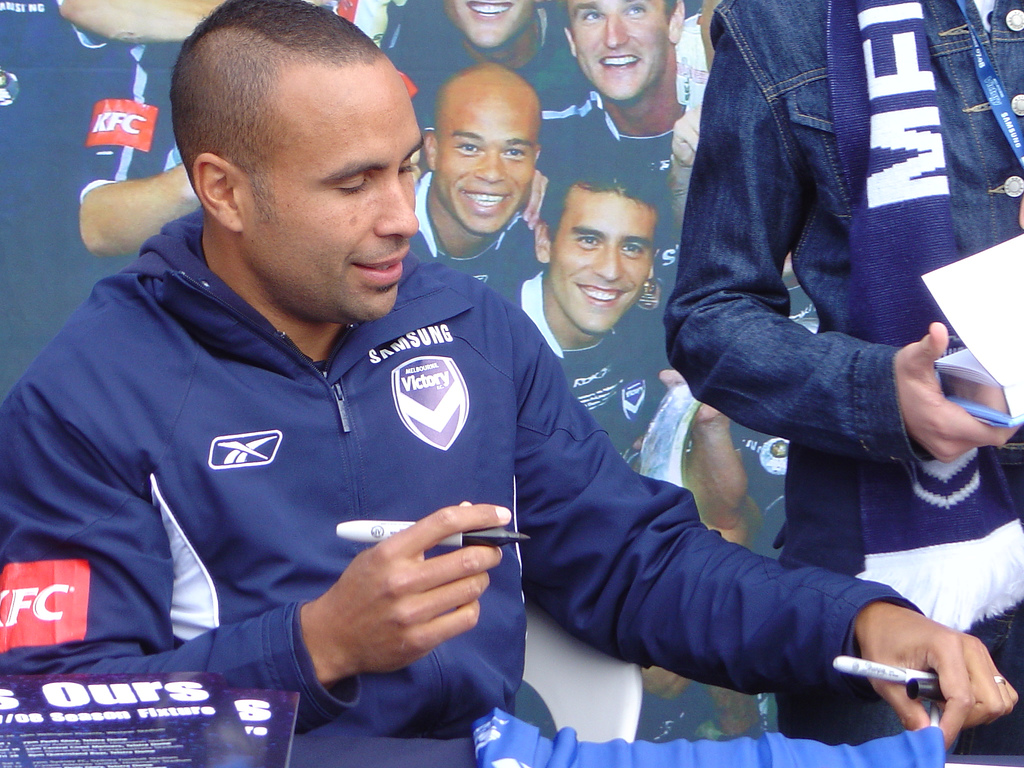
أرتشي تومبسون

تنافست أستراليا وساموا الأمريكية في 11 أبريل 2001 في التصفيات المؤهلة لكأس العالم. لُعبت المباراة في استاد الرياضة الوطني في كوفس هاربر بأستراليا. حطمت أستراليا رقما قياسيا لأكبر فوز في تاريخ كرة القدم، حيث فازت على ساموا الأمريكية بواحد وثلاثين هدفاً نظيفاً. حطم أرتشي تومبسون أيضاً الرقم القياسي بتسجيله أكبر عدد من الأهداف في مباراة دولية واحدة وعددها 13 هدفا. وبالإضافة إلى ذلك سجل ديفيد زدريليك 8 أهداف في المباراة وبذلك حصل على الرقم القياسي الثاني منذ الحرب العالمية الأولى.

## خلفية المباراة
نظمت الفيفا جولة تصفيات منفصلة للقارة الأوقيانوسية منذ 1986، أما سابقاً فقد كانت المنتخبات الأوقيانوسية تلعب التصفيات مع منتخبات القارة الآسيوية. دخلت عشرة فرق في سنة 2002 إلى تصفيات كأس العالم لقارة أوقيانوسيا، وقسمت إلى مجموعتين تحتوي كل منهما على خمسة فرق، حيث يتنافس فائزا المجموعتين في مباراة ذهاب وإياب، ويتأهل الفائز ليلعب ضد خامس أفضل فريق في أمريكا الجنوبية لحصد مكان في كأس العالم. وُضع منتخب أستراليا مع منتخب ساموا الأمريكية في المجموعة الأولى مع تونغا، وفيجي وساموا. وتقرر أن تُلعب مبارياتهم في كوفس هاربر، أستراليا أثناء أبريل 2002. عُرفت أستراليا مع نيوزيلندا كأقوى منتخبين في أوقيانوسيا فهما الوحيدان اللذان تأهلا لكأس العالم: أستراليا تأهلت في 1974 ونيوزلندا في 1982. وهما الوحيدان اللذان فازا بكأس أوقيانوسيا للأمم. أما ساموا الأمريكية فهو يعد من أضعف منتخبات العالم، فهم خسروا كل مبارياتهم الدولية منذ أن انضموا للفيفا عام 1998. صُنفت أستراليا قبل المباراة في المركز 75 من تصنيفات الفيفا بينما صنفت ساموا الأمريكية في المركز 203، الأقل من بين كل منتخبات العالم.
كانت أستراليا قبل يومين من المباراة، قد فازت على تونغا 22-0 وحطمت الرقم القياسي السابق للكويت، حين فازت الكويت على بوتان 20-0 في 2000. أما عن ساموا الأمريكية فهم قد خسروا مبارتين قبل مواجهة أستراليا، 13-0 أمام فيجي و8-0 أمام ساموا.

## ملخص المباراة

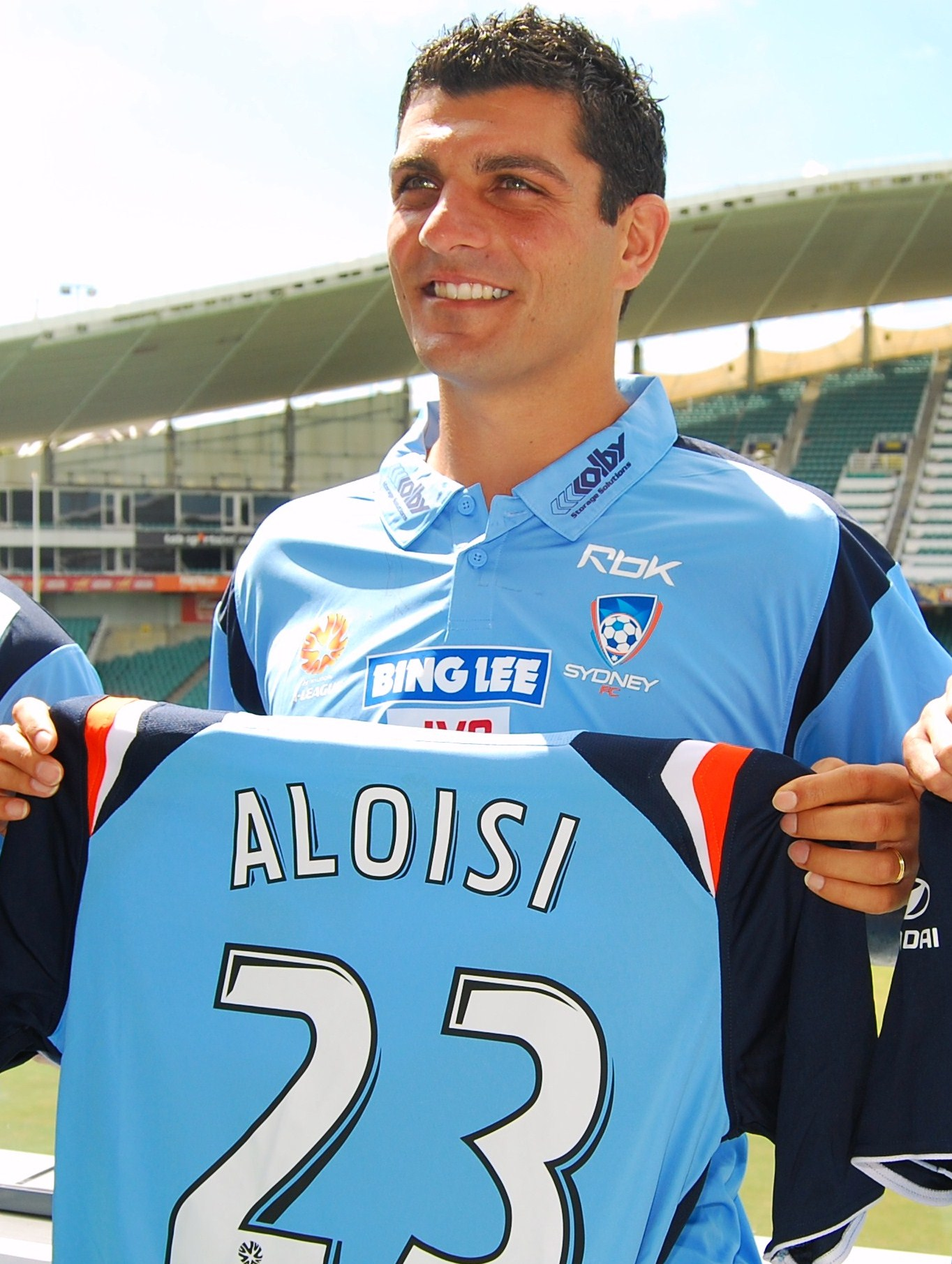
جون ألويسي

غلبت أستراليا فريقا بلاعبين نادراً ما استخدمتهم في المبارايات الدولية، والعديد من اللاعبين الأساسيين أراحتهم. المهاجمان جون ألويسي وداميان موري أيضا استراحا في مقاعد الاحتياط وهما اللذان اشتركا في تسجيل عشرة أهداف أمام تونغا في المباراة التي فازت بها أستراليا 22-0. لم يستطع منتخب ساموا الأمريكية أن يستدعي لاعبيه تحت العشرين بسبب امتحاناتهم في المدرسة الثانوية. لذلك أجبروا على إدخال 3 لاعبين يبلغون 15 ربيعا في فريقهم ليصبح متوسط أعمار لاعبين الفريق 18 سنة. وفقاً لمدير الفريق ونائب رئيس اتحاد ساموا الأمريكية توني لانكيلدا، كان معظم لاعبين الفريق ممن لم يلعبوا من قبل مباراة كاملة قط.
كان فريق ساموا الأمريكية متعادلاً تعادلاً سلبياً في أول عشر دقائق إلى أن أحرز كون بوتسينس الهدف الأول من ركلة ركنية. أحرز أرتشي تومبسون هدفه الأول في الدقيقة الثانية عشرة بينما أضاف شريكه المهاجم ديفيد زدريليك هدفه الأول بعد دقيقة واحدة من هدف تومبسون الأول. وسجل توني بوبوفيتش هدفين متتاليين في الدقيقتين 17 و19، ليجعل النتيجة 6-0. حقق زدريليك هاتريك هدفاً حوالي الدقيقة 25 ليجعل النتيجة 9-0.بعد ذلك أحرز تومبسون 6 من 7 أهداف جاعلا النتيجة 16-0. وانتهى الشوط بثمانية أهداف لتومبسون و4 لزدريليك.
كان بوتسينس الذي أحرز الهدف الأول في النصف الأول من المباراة، هو من أحرز الهدف الأول في الشوط الثاني وذلك في الدقيقة 50. وعاد ليحرز هدفا بعد فترة ليجعل عدد أهدافه تضاهي عدد أهداف هاتريك. أما عن تومبسون وزدريليك، ففي الشوط الثاني أحرزا 5 و4 أهداف على التوالي ليصبح مجموع أهدافهما 13 و8 أهداف على التوالي. أنهى بوتسينس هذه المباراة بثلاثة أهداف، بينما سجل كل من بوبوفيتش، وأوريليو فيدمار وسايمون كولوسيمو هدفين، وسجل البديل فاوستو دي أميسيس هدفا واحدا فقط. تمكنت ساموا الأمريكية من الهجوم في الدقيقة 86 وسدد باتي فيجيا تسديدة أتجهت نحو المرمى وصدها حارس أستراليا مايكل بيتكوفيتش. وقد كانت هذه التسديدة الأولى والأخيرة لمنتخب ساموا الأمريكي على مرمى أستراليا.
فرض هذا العدد الكبير من الأهداف، حالة من الغموض في نتيجة المباراة الصحيحة. ففي نهاية المباراة عرضت لوحة الأهداف نتيجة المباراة وكانت 32-0 وكان رصيد تومبسون فيه 14 هدف. لكن بعد مدة، أعلنت النتيجة الصحيحة وانخفض رصيد تومبسون إلى 13 هدف. مضت الفيفا بعد المباراة لتطلق الإحصائيات الرسمية بعد أن تلقت التقرير الرسمي من الحكام والتي وافقت أن النتيجة 31 - 0 وأن أهداف تومبسون بلغ عددها 13 هدفًا.

## تفاصيل المباراة
| أستراليا | 31 – 0 | ساموا الأمريكية |
| --- | ------ | --------------- |
| كون بوستينس 10'، 50'، 84' · أرتشي تومبسون 12'، 23'، 27'، 29'، 32' · 37'، 42'، 45'، 56'، 60' · 65'، 85'، 88' · ديفيد زدريليك 13'، 21'، 25'، 33'، 58' · 66'، 78'، 89' · أوريليو فيدمار 14'، 80' · توني بوبوفيتش 17'، 19' · سايمون كولوسيمو 51'، 81' · فاوستو دي أمسيس 55' | تقرير  |                 |

| أستراليا | ساموا الأمريكية |

| أستراليا:    |    |                 |     |     |
|              |    |                 |     |     |
| حارس         | 1  | مايكل بيتكوفيتش |     |     |
| مدافع        | 2  | كيفن موسكات (C) |     |     |
| مدافع        | 3  | كريغ مور        |     |     |
| مدافع        | 4  | توني بوبوفيتش   | 45' |     |
| مدافع        | 5  | توني فيدمار     | 45' |     |
| وسط          | 7  | أوريليو فيدمار  |     |     |
| مهاجم        | 11 | ديفيد زدريليك   |     |     |
| وسط          | 12 | ستيف هورفات     |     |     |
| وسط          | 13 | كون بوتسينس     |     |     |
| وسط          | 14 | سايمون كولوسيمو |     |     |
| مهاجم        | 20 | أرتشي تومبسون   |     |     |
| احتياط:      |    |                 |     |     |
| مدافع        | 6  | هايدن فوكس      |     |     |
| وسط          | 8  | سكوت تشيبرفيلد  |     |     |
| مهاجم        | 9  | جون ألويسي      |     |     |
| مدافع        | 10 | ستيف كوريكا     |     |     |
| وسط          | 15 | فاوستو دي أمسيس |     | 45' |
| وسط          | 16 | ليندسي ويلسون   |     |     |
| وسط          | 17 | سكوت ميلر       |     | 45' |
| مهاجم        | 18 | كلنت بولتون     |     |     |
| مهاجم        | 19 | داميان موري     |     |     |
| مدرب:        |    |                 |     |     |
| فرانك فارينا |    |                 |     |     |

| ساموا الأمريكية: |    |                 |     |     |
|                  |    |                 |     |     |
| حارس             | 1  | نيكي سالابو     |     |     |
| مدافع            | 4  | ليزي ليتوتو     | 50' |     |
| مدافع            | 5  | سو فاليماوا     |     |     |
| مهاجم            | 7  | لافالو فاتو     |     |     |
| مدافع            | 8  | سوليفو فالاو    |     |     |
| مدافع            | 9  | ترافيس سيناباتي |     |     |
| وسط              | 13 | سام موليبولا    |     |     |
| وسط              | 15 | باتي فيجيا      |     |     |
| وسط              | 16 | بن فالانيكو 84' |     |     |
| وسط              | 18 | تياوالي سافيا   |     |     |
| مهاجم            | 20 | يونغ ام من      |     |     |
| احتياط:          |    |                 |     |     |
| حارس             | 11 | مارشال سيلاو    |     |     |
| مدافع            | 14 | سوغا ماينا      |     |     |
| وسط              | 17 | داريل أون       |     | 84' |
| وسط              | 25 | ريتشارد ماريكا  |     | 50' |
| مدرب:            |    |                 |     |     |
| تونوا لوي        |    |                 |     |     |

| مساعدين الحكم: ديفيد سو مايكل أنغوت الحكم الرابع: ديريك رغ |

## إحصائيات
فازت أستراليا بنتيجة 31 - 0، وحطمت الرقم القياسي لأكبر فوز دولي، إذ كان الرقم القياسي السابق 22-0. وكان أيضاً رقم أستراليا القياسي عندما فازت على تونغا قبل يومين من هذه المباراة. كلا الانتصارين تجاوزا الرقم السابق الذي حمله المنتخب الكويتي عندما فاز على بوتان بنتيجة 20 - 0 في تصفيات كأس آسيا 2000. كما حطمت أستراليا الرقم القياسي لأكبر فوز في تصفيات كأس العالم. الرقم السابق كان في تصفيات آسيا من نفس المسابقة عندما فازت إيران على غوام 19 - 0.
شمل الرقم القياسي لأستراليا الأرقام القياسية التي حطمت في المباراة. فقد أحرز الأسترالي أرتشي تومبسون 13 هدفاً وحطم الرقم القياسي لأكبر عدد من الأهداف سجلها لاعب في مباراة دولية، إذ كان الرقم السابق سبعة أهداف سجله أيضاً لاعب أسترالي هو غاري كول عندما أحرز أهدافه السبعة أمام فيجي في تصفيات كأس العالم 1982 في 14 أغسطس 1981. كما سجل الإيراني كريم باقري أيضاً 7 أهداف ضد مالديف في تصفيات كأس العالم 1998 في 2 يونيو 1997. حطم ديفيد زدريليك هذين الرقمين بتسجيله 8 أهداف في هذه المباراة ليصبح ثاني أكثر لاعب يسجل أكبر عدد من الأهداف في مباراة دولية.

## ردود فعل المباراة
انتقد مدرب أستراليا فرانك فارينا تنسيق التصفيات واعتماد هذا النوع من هذه المباريات. وهكذا كان رأي تومبسون وقد كان مسروراً برقمه القياسي، لكنه أيضاً وافق على تعليق مدربه بشأن هذه المباريات. كما وافق كيث كوبر الناطق الرسمي للفيفا أيضاً على تعليقهما واقترح أن تقرر جولة تمهيدية للمنتخبات الصغرى. ولكن رئيس اتحاد أوقيانوسيا باسيل سكارسيلا عارض هذه الآراء وادعى أن من حق المنتخبات الصغرى مواجهة أستراليا ونيوزيلندا كما لدى أستراليا الحق في مواجهة الفرق الأقوى مثل البرازيل وفرنسا.
ساهمت هذه المباراة والانتصارات الأخرى غير المتوازنة جزئياً في إدخال الدورة التمهيدية للفرق الصغرى في تصفيات كأس العالم 2006 لتفادي هذه المباريات. وهذا الذي جعل أستراليا تدخل في التصفيات الآسيوية بعد نهاية كأس العالم 2006. وابتداءً من تصفيات 2010 تقرر أن يلعب الفريق مع منتخبات القارة الآسيوية.
لم يكن منتخب ساموا الأمريكية مجروحاً وأبدى الحارس سالابو رأيه قائلا: «لم أكن منحرجاً لأننا كلنا تعلمنا شيئاً. لو كان لدينا المدافعون الأساسيون لربما هزمنا بستة أو 5 أهداف فقط. لم أكن أستطيع أن أفعل شيئاً لأنني كنت لا أملك أفضل المدافعين»، أما المدرب فأوضح أن كرة القدم بدأت تلعب في المدارس الابتدائية والمدارس الثانوية وقال:«بعد خمس سنوات سنصبح متنافسين».

## بعد المباراة
| الفريق          | لعب | فاز | تعادل | خسر | له | عليه | الفارق | النقاط |
| --------------- | --- | --- | ----- | --- | -- | ---- | ------ | ------ |
| أستراليا        | 4   | 4   | 0     | 0   | 66 | 0    | +66    | 12     |
| فيجي            | 4   | 3   | 0     | 1   | 27 | 4    | +23    | 9      |
| تونغا           | 4   | 2   | 0     | 2   | 7  | 30   | −23    | 6      |
| ساموا           | 4   | 1   | 0     | 3   | 9  | 18   | −9     | 3      |
| ساموا الأمريكية | 4   | 0   | 0     | 4   | 0  | 57   | −57    | 0      |

أغلق منتخب ساموا الأمريكية التصفيات بخسارته بنتيجة 5-0 أمام تونغا وانتهى في المركز الأخير من المجموعات بفارق أهداف -57 هدف في أربع مباريات بدون تسجيل هدف واحد في التصفيات.
أما عن أستراليا فقد واصلوا التصفيات وفازوا على فيجي 2-0 وعلى ساموا وصاروا في المركز الأول في المجموعة بفارق أهداف +66 هدف بدون أن تسجل عليهم أهداف. ثم واجهوا نيوزيلندا (المركز الأول في المجموعة الثانية) وفازوا عليهم بنتيجة 6-1. وبعد ذلك واجهوا أفضل خامس فريق في أمريكا الجنوبية وهو الأوروغواي وخسروا بنتيجة 3-1 ليفشلوا في التأهل لكأس العالم 2002.

## وصلات خارجية
- Official match report at FIFA.com
- 2002 FIFA World Cup at FIFA.com
- Match highlights at YouTube على يوتيوب